# Freycinetia chartacea
Freycinetia chartacea är en enhjärtbladig växtart som beskrevs av Huynh. Freycinetia chartacea ingår i släktet Freycinetia och familjen Pandanaceae.
Artens utbredningsområde är Papua Nya Guinea. Inga underarter finns listade.